# Walpipe
Walpipe, möjligtvis vallpipan, är ett instrument som beskrivs i vissa engelskspråkiga källor från 1800-talet som en säckpipa, separat från en annan svensk säckpipa. Walpipe-instrumentet ska ha använts i Lappland.

Beskrivningen av en "walpipe" kommer ursprungligen från brittiska Society of Antiquaries mötesanteckningar från 10 maj 1770. I texten refererar antikvarien Daines Barrington till ett samtal han haft med en herr Fougt från Lappland, möjligtvis svenske boktryckaren Henrik Fougt:
Herr Barrington nämner vidare att han frågat Fougt om de har några andra antika instrument i Sveriges Lappland, på vilket Fougt nämnde två: Säckpipan ["the Sakpipe"] och Walpipan ["the Walpipe"], som han beskriver vara exakt densamma som säckpipan ["the Bagpipe", avseende Engelska/Skotska säckpipor]. 
Skulle skottarna hävda att de uppfann detta antika instrument så anser Herr Barrington att det är fullt lika möjligt att de lånade det från norrmännen, precis som svenskarna lärde sig användandet av säckpipan från dem.

Walpipan används av lappländska herdar, och består av ett kohorn i vilket de har gjort öppningar, med sådana avstånd från varandra det går att spela musikaliska intervall.
 Av texten framgår inte om herr Fougt menade att det var "Sakpipe" eller "Walpipe" eller båda två som var samma sak som "the Bagpipe".
Beskrivningen av walpipe-instrumentet som ett kohorn med öppningar för att spela olika toner (och utan att det nämns något om en säck) stämmer bättre överens med vallhorn. Ordet pipa förekommer i äldre svenska texter i s.k. vitter stil som "benämning på primitiva, likt en pipa formade träblåsinstrument", vilket skulle kunna förklara att ett horn kallas för walpipe eller vallpipa. Det är därför möjligt att texten innehåller ett syftningsfel, och att Barrington eller Fougt menade att Sakpipe var precis som andra säckpipor medan Walpipe nämndes som ett separat exempel, som svar på Barringtons fråga om det fanns andra antika instrument i norra Sverige.